# Relaciones Indonesia-Panamá
Relaciones Indonesia-Panamá se refiere a las relaciones históricas entre Indonesia y Panamá. Desde el principio, ambos países se han dado cuenta de la importancia estratégica de cada una de las contrapartes; Indonesia ve la importancia estratégica y geográfica de Panamá como su puerta hacia Centroamérica, así como para llegar a la región del Caribe, mientras que Panamá también ha reconocido la importancia estratégica de Indonesia en ASEAN región. Indonesia tiene una embajada en Ciudad de Panamá, mientras que Panamá tiene una embajada en Yakarta.

## Comercio e inversión
Indonesia considera a Panamá como un mercado atractivo con buenas perspectivas de crecimiento en el futuro. Actualmente, Panamá es el cuarto socio comercial de Indonesia en América Latina después de Brasil, Argentina y Chile. El Ministerio de Comercio e Industria de Panamá invitó a los negocios indonesios a invertir y aprovechar la oportunidad en la Zona Libre de Colón (CFZ) como el centro de la actividad económica en Panamá.
En 2011, el volumen de comercio bilateral entre Indonesia y Panamá alcanzó los US $ 218,7 millones, un 45,1% más que el comercio de 2010, que registró US $ 150,7 millones. Desde 2007 hasta 2011, el comercio bilateral muestra una tendencia creciente de un promedio de 33,7% de incremento anual. La principal exportación de Indonesia a Panamá son calzado, piezas electrónicas, textiles y neumáticos para vehículos. Mientras que las importaciones indonesias de Panamá principalmente en el sector marítimo, tales como pasajeros y buques de carga, petroleros, también de residuos ferrosos y chatarra.

## Cultura
La embajada de Indonesia en varias ocasiones ha promovido la cultura indonesia al público de Panamá, tal como la recepción diplomática el 28 de agosto de 2013. Esto incluye la demostración del desgaste nupcial, de las pinturas y de las decoraciones balinesas, de la música tradicional de Bali, Presentaciones de fotografías de las provincias de Indonesia, así como la presentación de algunos platos indonesios. 
Los textiles tradicionales indonesios, el batik y el ikat hicieron su primera aparición en la semana de la manera Panamá a partir del 10-12 de octubre en Atlapa Convention Center. Este evento mostró 15 obras de la diseñadora de moda Isabel Chacín que inspiraron y aplicaron el batik indonesio y el ikat en sus obras. Se espera que estos esfuerzos por introducir a Indonesia fortalezcan la relación diplomática entre Indonesia y Panamá.